# 中国统计学会
中国统计学会是中华人民共和国统计学工作者组成的全国性、学术性、非营利性社会团体，由国家统计局主管，1979年11月成立。

## 外部連結
- 官方网站